# Grã-Bretanha
Grã-Bretanha é uma das muitas Ilhas Britânicas da Europa que abrange a maior parte do Reino Unido. Nesta ilha estão três das quatro nações britânicas: Escócia, na parte norte; Inglaterra, no sul; e País de Gales, no oeste. A Grã-Bretanha constitui a maior parte das Ilhas Britânicas. A Escócia Ocidental é orlada pela grande cadeia de ilhas conhecida como as Hébridas e para nordeste da Escócia estão as ilhas Órcades e Shetland. As Ilhas Scilly têm laços administrativos com o interior, mas a Ilha de Man, no Mar da Irlanda, e as Ilhas do Canal, entre a Grã-Bretanha e a França, são largamente autônomas e não fazem parte do Reino Unido.
Embora as Ilhas do Canal e a Ilha de Man não façam parte do Reino Unido, têm uma relação especial com este. As Ilhas do Canal fizeram parte do Ducado da Normandia nos séculos X e XI e ficaram sujeitas à Coroa Inglesa depois da perda da Normandia para os Franceses no século XV. A Ilha de Man esteve sob soberania nominal da Noruega até 1266 e finalmente ficou sob a administração da Coroa Britânica em 1765. Hoje, estes territórios têm as suas assembleias legislativas e sistemas legais próprios, e a Ilha de Man tem também o seu sistema próprio de impostos. O Governo Britânico é responsável pelas suas relações internacionais e defesa externa.
Com uma área de cerca de 209 331 km², a Grã-Bretanha tem apenas um pouco menos de 1 000 km (cerca de 600 milhas) da costa sul ao extremo norte da Escócia e apenas um pouco menos de 500 km (cerca de 300 milhas) de largura máxima. A linha costeira da Grã-Bretanha é de 14 549 km (9 040 milhas) com Inglaterra e País de Gales, incluindo ilhas com 5 214 km (8 389 milhas) a tirar deste valor e Escócia, incluindo ilhas com 9 335 km (5 800 milhas). O ponto mais setentrional da Grã-Bretanha é Dunnet Head, no nordeste da Escócia e o mais meridional, Lizard Point, na Cornualha.